# یو دونگ گون
این یک نام کره‌ای است؛ نام خانوادگی یو است.
یو دونگ گون (کره‌ای: 유동근؛ زادهٔ ۱۸ ژوئن ۱۹۵۶) بازیگر اهل کره جنوبی است که در درام‌های کره‌ای مختلفی حضور پیدا کرده‌است.
او همچنین در سال ۱۹۹۷، استاد 연기학담당 در دانشگاه ده‌کیونگ بوده‌است. از سال ۲۰۰۵، یو دونگ گون یکی از فعالان جنبش سان‌فول، یک سازمان غیرانتفاعی ضد قلدری رایانه‌ای است.